# Sheffield Sharks

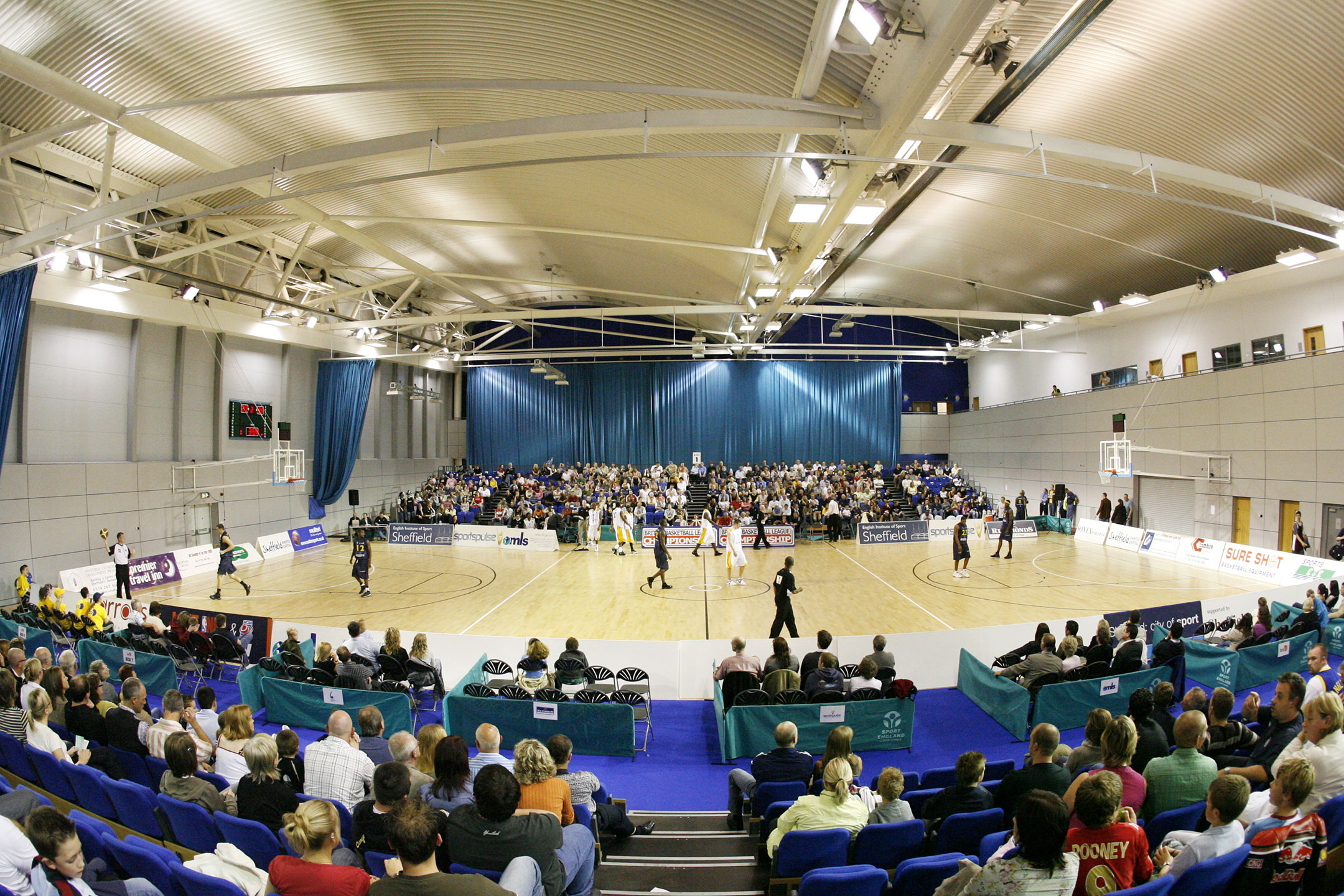
Pabellón de Sheffield One Health Sharks,Shieffield,Inglaterra.

Sheffield One Health Sharks, es un equipo profesional de baloncesto de la ciudad de Sheffield, Inglaterra. Los tiburones juegan actualmente en la liga de baloncesto británico en la BBL y juegan sus partidos en su estadio en English Institute of Sport - Sheffield. Se trata de uno de los equipos más exitosos en la historia del baloncesto británico y dominó la escena nacional a lo largo de la década de 1990 y principios de 2000.

## Historia del club
La franquicia fue fundada en 1991, cuando el equipo, entonces llamó a los falsificadores Sheffield en referencia a la historia de la ciudad como un importante productor de acero, fueron admitidos en la National Basketball League Division 2. Después de dos temporadas compitiendo en la división, con un total de 26 a 16 registros, los falsificadores se coronó campeón en 1993 y ascendido a la División de NBL 1.
La temporada 1993–1994 resultaría ser otro éxito para los falsificadores de haber alcanzado la final nacional del Trofeo donde vencieron a Plymouth Raiders 62-60 en el "hogar" territorio en el Sheffield Arena. Su estancia en la Primera División no duró mucho, ya pesar de que terminó en 4 ª posición con un registro de 10-8, los falsificadores fueron ingresados en el profesional de primer nivel Basketball League británica para sustituir a la retirada de los Reyes Guildford.

## Los tiburones de Sheffield nadan con los grandes
La exitosa franquicia fue adquirida por el Grupo Chrysalis en 1994 y rebautizado como tiburones Sheffield. En la cancha, el equipo dominó la liga en su temporada de novato, y con un récord de 29-7, se dirigió a tomar la BBL Campeonato de la Liga y la Copa Nacional, con una increíble victoria 89-66 en la final contra Thames Valley Tigers. Sin embargo, los Tigres se tomó la revancha sobre los tiburones con una angustiosa victoria 74-69 en la final del Trofeo de BBL. Los tiburones también se perdió la final de play-off después de una derrota 72-84 a los Bwears Worthing en la Final Four, a pesar de ello el equipo de Sheffield aún goza de una primera temporada fenomenal.

## Su gira Internacional
En 1995, en el Campeonato McDonald llegó a Londres y los tiburones se han podido introducir el equipo anfitrión, mezclar con la élite del baloncesto mundial como Houston Rockets de la NBA, la liga española gigantes Real Madrid y Bolonia de la Liga Italiana, entre otros. Sheffield terminó la serie 0-2, después de derrotas ante Real Madrid y el Maccabi Tel Aviv.
Aventura de los tiburones continuado en Europa en la temporada siguiente (1995-96), cuando compitió en la Euroliga de prestigio. Después de noquear con sede en Luxemburgo Helmsange residencia del equipo en la ronda clasificatoria, los tiburones fueron eliminados después de la primera ronda por el Real Madrid después de una derrota 57-67 en Sheffield y una derrota 75-78 en Madrid. Como resultado de la pérdida, Sheffield se colocaron en la tercera ronda de la Copa de Europa menos glamoroso, donde fue eliminado posteriormente por Bélgica Basket club de la Liga Oostende, poniendo así fin a su aventura europea.
En el plano interno, los tiburones no pudieron repetir los máximos de la temporada anterior, terminando como subcampeón en el campeonato de la liga (30-6) a London Torres, y de perder la final de la Copa Nacional de 58 a 70 también a la dominante torres. Play-off de su sueños se hicieron añicos también en la semifinal por el eventual ganador balas de Birmingham, que perdieron a 68-82.

## Era de Oro
Los Tiburones volvió a alcanzar el final de la Copa BBL en 1996 y 1997, terminando segundo después el tercero en el campeonato, y su siguiente pieza de plata fue el 1998 BBL trofeo. Que se adjudicó su segunda Copa del BBL y el doble campeonato en 1999, con Terrell Myers elegido como MVP de la Liga, antes de defender con éxito la Copa en 2000 después de alcanzar su quinta final de la Copa en seis años. Fue durante el período más exitoso de la historia de los clubes que los dueños de la crisálida Grupo decidió vender su participación mayoritaria. Después de ejecutar fuera de la cancha en dificultades financieras y al borde de una orden de cuerda de la BBL, la franquicia fue adquirida por Montgomery Leisure Services Ltd en 2001, el mismo año que su primera aparición Play-off final se logró tras encabezar en el Campeonato. Sin embargo, fue Leicester Riders, que triunfó 84-75, y los tiburones fueron golpeados de nuevo en los play-off final al año siguiente, 93-82 por Jets de Cheshire. Los tiburones se adjudicó su tercer campeonato en cinco años en 2003 y aunque no lograron llegar a la final de la eliminatoria, que llegaron allí al año siguiente después de un segundo puesto de la liga. Fue el de los tiburones tercera play-off final en cuatro años y un caso de suerte tercera vez al vencer 86-74 Cheshire para reclamar su único éxito de la eliminatoria hasta la fecha.

## Actualidad
La Copa del BBL se obtuvo también en 2004, pero los últimos cinco años han sido de muy pobres para los tiburones como el Newcastle Eagles y los Heat Guildford han convertido en la BBL de las fuerzas más dominantes. Sin embargo, mientras que los tiburones no han logrado llegar a un final en los últimos cinco años, no han terminado de bajar de un séptimo puesto en el campeonato y siguen siendo una fuerza a tener en cuenta en la BBL.

## Palmarés
- NBL División 2 Campeones: 1992-1993
- Campeones BBL: 1994/95, 1998/99, 2002/03
- Campeones BBL Conferencia Norte: 2000/01
- Subcampeones BBL: 1995/96, 2003/04, 2009/10
- Subcampeones BBL Conferencia Norte: 1999/00, 2001/02
- Ganadores NBL División 2 Play Off: 1992-1993
- Ganadores BBL Play Off:  2003/04
- Subcampeones BBL Play Off: 2000/01, 2001/02, 2010/11
- Ganadores National Cup: 1994-1995, 1998-1999, 1999-2000
- Ganadores BBL Cup: 2003/04, 2009/10 y 2010/11
- Subcampeones National Cup: 1995-1996, 1996-1997
- Ganadores BBL Trophy: 1993/94, 1997/98 y 2012/13
- Subcampeones BBL Cup: 1994/95

### Plantilla actual
Actualiizado 12 de septiembre de 2013
| 4  | Bandera del Reino Unido                             | George Brownell   | Base      |
| 11 | Bandera de Canadá · Bandera del Reino Unido         | Nick Lewis        | Escolta   |
| 12 | Bandera del Reino Unido                             | Zach Gachette     | Escolta   |
| 15 | Bandera de Canadá · Bandera del Reino Unido         | Mike Tuck         | Ala-Pívot |
| 21 | Bandera del Reino Unido                             | Olu Babalola      | Alero     |
| 22 | Bandera de Estados Unidos · Bandera del Reino Unido | Atiba Lyons       | Alero     |
| 23 | Bandera del Reino Unido                             | Colin Sing        | Alero     |
|    | Bandera de Estados Unidos                           | Brian Barbour     | Base      |
|    | Bandera de Alemania                                 | Patrick Horstmann | Ala-Pívot |
|    | Bandera de Estados Unidos                           | Jeremie Simmons   | Base      |
|    | Bandera de Estados Unidos                           | Da'Quan Cook      | Pívot     |
|    |                                                     |                   |           |

## Registro por Temporadas
| Temporada         | Div.  | Pos. | Pld. | G  | P  | Pts. | Play Offs     | Trofeo        | Copa          |
| ----------------- | ----- | ---- | ---- | -- | -- | ---- | ------------- | ------------- | ------------- |
| Sheffield Forgers |       |      |      |    |    |      |               |               |               |
| 1991–1992         | NBL 3 | 5th  | 22   | 11 | 11 | 22   | -             | -             | -             |
| 1992–1993         | NBL 3 | 1st  | 20   | 15 | 5  | 30   | -             | -             | -             |
| 1993–1994         | NBL 1 | 4th  | 18   | 10 | 8  | 20   | -             | Campeones     | -             |
| Sheffield Sharks  |       |      |      |    |    |      |               |               |               |
| 1994–1995         | BBL   | 1st  | 36   | 29 | 7  | 58   | Semifinal     | Subcampeón    | Campeones     |
| 1995–1996         | BBL   | 2nd  | 36   | 30 | 6  | 60   | Semifinal     | Semifinal     | Subcampeón    |
| 1996–1997         | BBL   | 3rd  | 36   | 26 | 10 | 52   | Semifinal     | Semifinal     | Subcampeón    |
| 1997–1998         | BBL   | 4th  | 36   | 25 | 11 | 50   | Cuartos-final | Winners       | Cuartos-final |
| 1998–1999         | BBL   | 1st  | 36   | 31 | 5  | 62   | Semifinal     | Semifinal     | Campeones     |
| 1999–2000         | BBL N | 2nd  | 36   | 29 | 7  | 58   | Cuartos-final | Semifinal     | Campeones     |
| 2000–2001         | BBL N | 1st  | 36   | 27 | 9  | 54   | Subcampeón    | Semifinal     | 1st Round     |
| 2001–2002         | BBL N | 2nd  | 32   | 21 | 11 | 42   | Subcampeón    | Cuartos-final | Semifinal     |
| 2002–2003         | BBL   | 1st  | 40   | 33 | 7  | 66   | Semifinal     | 1st Round     | 1st Round     |
| 2003–2004         | BBL   | 2nd  | 36   | 26 | 10 | 52   | Campeones     | 1st Round     | Campeones     |
| 2004–2005         | BBL   | 4th  | 40   | 26 | 14 | 52   | Semifinal     | 1st Round     | Cuartos-final |
| 2005–2006         | BBL   | 3rd  | 40   | 26 | 14 | 52   | Semifinal     | 1st Round     | Cuartos-final |
| 2006–2007         | BBL   | 2nd  | 36   | 28 | 8  | 56   | Semifinal     | Semifinal     | Semifinal     |
| 2007–2008         | BBL   | 6th  | 33   | 17 | 16 | 34   | Cuartos-final | 1st Round     | Cuartos-final |
| 2008–2009         | BBL   | 6th  | 33   | 16 | 17 | 32   | Cuartos-final | 1st Round     | Cuartos-final |
| 2009–2010         | BBL   | 2nd  | 36   | 30 | 6  | 60   | Semifinal     | 1st Round     | Campeones     |
| 2010–2011         | BBL   | 3nd  | 33   | 24 | 9  | 48   | Final         | 1st Round     | Campeones     |
| 2011–2012         | BBL   | 7nd  | 30   | 13 | 17 | 26   | Cuartos-final | Semifinal     | Cuartos-final |
| 2012–2013         | BBL   | 7th  | 33   | 17 | 16 | 34   | Cuartos-final | Campeones     | Semifinal     |

Nota:
- Hasta 1993 operó como la División Tres de la liga de tercer nivel, detrás de Segunda División y Primera División BBL.
- En 1993, la NBL reestructurado la división dos en Primera División, que opera como la liga de segundo nivel.
- A partir de 1999-2002, la BBL opera un sistema de conferencia. Sheffield Sharks participó en la Conferencia Norte.

## Estadios
- Sheffield Arena (1994-2004)
- Ponds Forge International Hall (2004-2006)
- English Institute of Sport - Sheffield (2006-presente)

## Notables exjugadores
- John Amaechi
- Jeff Bonds
- Andrew Bridge
- Travis Conlan
- Sterling Davis
- Chris Finch
- Fabulous Flournoy
- Andre McCloud
- Jeff Monaco
- Terrell Myers
- Nate Reinking
- Chris Sanders
- Peter Scantlebury
- Lynard Stewart
- Robert Yanders
- James Whyte
- Jermaine Gonsalves
- Matt Krasnoff